# 고부스캔들
《고부스캔들》은 JTBC의 프로그램이다. 실제로 관찰카메라를 통해 연예인 고부간의 시월드 스토리를 보여주는 프로그램이다.

## 방송 시간
- 2013년 2월 26일 ~ 2013년 5월 21일 : 매주 화요일 오후 7시 10분
- 2013년 5월 30일 ~ 2014년 11월 20일 : 매주 목요일 밤 9시 50분

## 역대 출연자
- 사미자
- 굴사남
- 이수나
- 김예분
- 황은정
- 임채원
- 이정섭
- 김혜영
- 최정원
- 양택조
- 노유민
- 윤영미
- 한해원
- 김학도

## 방영 목록

### 2013년
| 회차     | 방송일           | 출연자                         | 출연자         | 비고                                                          |
| -------- | ---------------- | ------------------------------ | -------------- | ------------------------------------------------------------- |
| 제 1 회  | 2013년 2월 26일  | 사미자, 유지연                 | 굴사남, 송정숙 | 고부 스캔들 최초 출연자                                       |
| 제 2 회  | 2013년 4월 2일   | 사미자, 유지연                 | 굴사남, 송정숙 |                                                               |
| 제 3 회  | 2013년 4월 9일   | 사미자, 유지연                 | 굴사남, 송정숙 |                                                               |
| 제 4 회  | 2013년 4월 16일  | 사미자, 유지연                 | 굴사남, 송정숙 | 사미자, 유지연 고부 하차                                      |
| 제 5 회  | 2013년 4월 23일  | 이수나, 김민경                 | 굴사남, 송정숙 | 이수나, 김민경 고부 합류 / 굴사남, 송정숙 고부 하차           |
| 제 6 회  | 2013년 4월 30일  | 이수나, 김민경                 | 김예분, 기순자 | 김예분, 기순자 고부 합류                                      |
| 제 7 회  | 2013년 5월 7일   | 이수나, 김민경                 | 김예분, 기순자 |                                                               |
| 제 8 회  | 2013년 5월 14일  | 이수나, 김민경                 | 김예분, 기순자 | 이수나, 김민경 고부 하차                                      |
| 제 9 회  | 2013년 5월 21일  | 황은정, 신철남                 | 김예분, 기순자 | 황은정, 신철남 고부 합류                                      |
| 제 10 회 | 2013년 5월 30일  | 황은정, 신철남                 | 김예분, 기순자 | 목요일로 시간대 변경 / 김예분, 기순자 고부 하차               |
| 제 11 회 | 2013년 6월 6일   | 황은정, 신철남                 | 임채원, 정두리 | 임채원, 정두리 고부 합류                                      |
| 제 12 회 | 2013년 6월 13일  | 황은정, 신철남                 | 임채원, 정두리 |                                                               |
| 제 13 회 | 2013년 6월 21일  | 황은정, 신철남                 | 임채원, 정두리 | 황은정, 신철남 고부 하차                                      |
| 제 14 회 | 2013년 6월 27일  | 이정섭, 구은자                 | 임채원, 정두리 | 고부스캔들 최초 구부(舅婦)로 출연                             |
| 제 15 회 | 2013년 7월 4일   | 이정섭, 구은자                 | 임채원, 정두리 | 임채원, 정두리 고부 하차                                      |
| 제 16 회 | 2013년 7월 11일  | 이정섭, 구은자                 | 김혜연, 박선례 | 김혜연, 박선례 고부 합류                                      |
| 제 17 회 | 2013년 7월 18일  | 이정섭, 구은자                 | 김혜연, 박선례 | 이정섭, 구은자 구부 하차                                      |
| 제 18 회 | 2013년 7월 25일  | 최정원, 장창숙                 | 김혜연, 박선례 | 최정원, 장창숙 고부 합류                                      |
| 제 19 회 | 2013년 8월 1일   | 최정원, 장창숙                 | 김혜연, 박선례 |                                                               |
| 제 20 회 | 2013년 8월 8일   | 최정원, 장창숙                 | 김혜연, 박선례 | 김혜연, 박선례 고부 하차                                      |
| 제 21 회 | 2013년 8월 15일  | 최정원, 장창숙                 | 양택조, 이혜영 | 양택조, 이혜영 구부 합류                                      |
| 제 22 회 | 2013년 8월 22일  | 최정원, 장창숙                 | 양택조, 이혜영 | 최정원, 장창숙 고부 하차                                      |
| 제 23 회 | 2013년 8월 29일  | 노유민, 김연금, 이명천, 오균자 | 양택조, 이혜영 | 고부스캔들 최초 고부(姑婦)지간과 장서(丈壻)지간으로 동시출연  |
| 제 24 회 | 2013년 9월 5일   | 노유민, 김연금, 이명천, 오균자 | 양택조, 이혜영 | 양택조, 이혜영 구부 하차                                      |
| 제 25 회 | 2013년 9월 12일  | 노유민, 김연금, 이명천, 오균자 | 이시은, 한성자 | 이시은, 한성자 고부 합류                                      |
| 제 26 회 | 2013년 9월 19일  | 노유민, 김연금, 이명천, 오균자 | 이시은, 한성자 | 추석 특집으로 대체                                            |
| 제 27 회 | 2013년 9월 26일  | 노유민, 김연금, 이명천, 오균자 | 이시은, 한성자 | 노유민, 김연금 장서 · 이명천, 오균자 고부 하차                |
| 제 28 회 | 2013년 10월 3일  | 윤영미, 이희종                 | 이시은, 한성자 | 윤영미, 이희종 고부 합류                                      |
| 제 29 회 | 2013년 10월 10일 | 윤영미, 이희종                 | 이시은, 한성자 | 윤영미, 이희종 고부 하차 최초 단기간 하차                     |
| 제 30 회 | 2013년 10월 17일 | 한해원, 이숙, 김학도           | 이시은, 한성자 | 김학도와 한해원 이숙 고부 합류 이시은, 한성자 고부 하차       |
| 제 31 회 | 2013년 10월 24일 | 한해원, 이숙, 김학도           | 이혜근, 박신숙 | 이혜근, 박신숙 고부 합류                                      |
| 제 32 회 | 2013년 10월 31일 | 한해원, 이숙, 김학도           | 이혜근, 박신숙 | 이혜근, 박신숙 고부 하차                                      |
| 제 33 회 | 2013년 11월 7일  | 한해원, 이숙, 김학도           | 굴사남, 송정숙 | 굴사남, 송정숙 고부 재합류                                    |
| 제 34 회 | 2013년 11월 14일 | 윤기원, 정경애                 | 굴사남, 송정숙 | 윤기원, 정경애 장서 합류 고부스캔들 두번째 장서 지간으로 합류 |
| 제 35 회 | 2013년 11월 21일 | 윤기원, 정경애                 | 굴사남, 송정숙 |                                                               |
| 제 36 회 | 2013년 11월 28일 | 윤기원, 정경애                 | 굴사남, 송정숙 |                                                               |
| 제 37 회 | 2013년 12월 5일  | 윤기원, 정경애                 | 굴사남, 송정숙 | 윤기원, 정경애 장서 하차                                      |
| 제 38 회 | 2013년 12월 12일 | 사미자, 유지연                 | 굴사남, 송정숙 | 사미자, 유지연 고부 재합류                                    |
| 제 39 회 | 2013년 12월 29일 | 사미자, 유지연                 | 굴사남, 송정숙 |                                                               |
| 제 40 회 | 2013년 12월 26일 | 사미자, 유지연                 | 임채원, 정두리 | 임채원, 정두리 고부 재합류                                    |

### 2014년
| 회차     | 방송일           | 출연자                 | 출연자                      | 비고 |
| -------- | ---------------- | ---------------------- | --------------------------- | --- |
| 제 41 회 | 2014년 1월 2일   | 사미자, 유지연         | 임채원, 정두리              | |
| 제 42 회 | 2014년 1월 9일   | 사미자, 유지연         | 임채원, 정두리              | |
| 제 43 회 | 2014년 1월 16일  | 사미자, 유지연         | 임채원, 정두리              | |
| 제 44 회 | 2014년 1월 23일  | 사미자, 유지연         | 임채원, 정두리              | |
| 제 45 회 | 2014년 1월 30일  | 사미자, 유지연         | 임채원, 정두리              | |
| 제 46 회 | 2014년 2월 6일   | 사미자, 유지연         | 임채원, 정두리              | |
| 제 47 회 | 2014년 2월 13일  | 사미자, 유지연         | 임채원, 정두리              | |
| 제 48 회 | 2014년 2월 20일  | 사미자, 유지연         | 임채원, 정두리              | |
| 제 49 회 | 2014년 2월 27일  | 사미자, 유지연         | 임채원, 정두리              | 임채원, 정두리 고부 하차                                                                                  |
| 제 50 회 | 2014년 3월 6일   | 사미자, 유지연         | 굴사남, 송정숙              | 굴사남, 송정숙 고부 재합류                                                                                |
| 제 51 회 | 2014년 3월 13일  | 사미자, 유지연         | 굴사남, 송정숙              | 사미자, 유지연 고부 하차                                                                                  |
| 제 52 회 | 2014년 3월 20일  | 윤문식, 김종영         | 굴사남, 송정숙              | 윤문식, 김종영 옹서 합류 고부스캔들 최초 옹서(翁壻)지간으로 합류                                          |
| 제 53 회 | 2014년 3월 27일  | 윤문식, 김종영         | 굴사남, 송정숙              | |
| 제 54 회 | 2014년 4월 3일   | 윤문식, 김종영         | 굴사남, 송정숙              | |
| 제 55 회 | 2014년 4월 10일  | 윤문식, 김종영         | 굴사남, 송정숙              | |
| 제 56 회 | 2014년 5월 1일   | 윤문식, 김종영         | 굴사남, 송정숙              | |
| 제 57 회 | 2014년 5월 8일   | 박일준, 정진영         | 굴사남, 송정숙              | 박일준, 정진영 구부 합류 고부스캔들 3번째 구부 출연                                                       |
| 제 58 회 | 2014년 5월 15일  | 박일준, 정진영         | 굴사남, 송정숙              | |
| 제 59 회 | 2014년 5월 23일  | 박일준, 정진영         | 굴사남, 송정숙              | 굴사남, 송정숙 고부 하차                                                                                  |
| 제 60 회 | 2014년 5월 30일  | 박일준, 정진영         | 선우용여, 안수진            | 선우용여, 안수진 고부 합류                                                                                |
| 제 61 회 | 2014년 6월 5일   | 박일준, 정진영         | 선우용여, 안수진            | |
| 제 62 회 | 2014년 6월 12일  | 박일준, 정진영         | 선우용여, 안수진            | |
| 제 63 회 | 2014년 6월 19일  | 박일준, 정진영         | 선우용여, 안수진            | 박일준, 정진영 구부 하차                                                                                  |
| 제 64 회 | 2014년 6월 26일  | 박민선, 조정웅, 안연홍 | 선우용여, 안수진            | 박민선, 조정웅 장서 합류                                                                                  |
| 제 65 회 | 2014년 7월 3일   | 박민선, 조정웅, 안연홍 | 선우용여, 안수진            | |
| 제 66 회 | 2014년 7월 10일  | 박민선, 조정웅, 안연홍 | 선우용여, 안수진            | 선우용여, 안수진 고부, 조정웅, 박민선 장서 하차 고부스캔들 최초 동반 하차                                 |
| 제 67 회 | 2014년 7월 17일  | 현미, 원준희           | 전복점, 조갑경              | 현미, 원준희 고부, 조갑경, 전복점 고부 합류 조갑경 고부의 경우 고부 스캔들 사상 최초 최고령 시어머니 출연 |
| 제 68 회 | 2014년 6월 26일  | 현미, 원준희           | 박민선, 조정웅, 안연홍      | 박민선, 조정웅 장서 재합류                                                                                |
| 제 69 회 | 2014년 7월 3일   | 현미, 원준희           | 박민선, 조정웅, 안연홍      | 조정웅, 박민선 장서 하차                                                                                  |
| 제 70 회 | 2014년 8월 7일   | 현미, 원준희           | 이순녀, 최은경, 김현철      | 이순녀, 최은경 고부, 김현철 합류                                                                          |
| 제 71 회 | 2014년 8월 14일  | 현미, 원준희           | 이순녀, 최은경, 김현철      | |
| 제 72 회 | 2014년 8월 21일  | 현미, 원준희           | 이순녀, 최은경, 김현철      | |
| 제 73 회 | 2014년 8월 28일  | 현미, 원준희           | 이순녀, 최은경, 김현철      | |
| 제 74 회 | 2014년 9월 4일   | 굴사남, 송정숙         | 이나, 김상일, 알렉산드라    | 굴사남, 송정숙 고부 재합류 추석 특집 1부                                                                  |
| 제 75 회 | 2014년 9월 11일  | 굴사남, 송정숙         | 임성민, 마이클 엉거, 여혜자 | 굴사남, 송정숙 하차 추석 특집 2부                                                                         |
| 제 76 회 | 2014년 9월 18일  | 현미, 원준희           | 이순녀, 최은경, 김현철      | 현미, 원준희 고부, 김현철, 이순녀, 최은경 고부 재합류                                                     |
| 제 77 회 | 2014년 9월 25일  | 현미, 원준희           | 이순녀, 최은경, 김현철      | 현미, 원준희 고부 하차                                                                                    |
| 제 78 회 | 2014년 10월 2일  | 명현숙, 이정희, 하일   | 이순녀, 최은경, 김현철      | 명현숙, 이정희, 하일 장서 합류                                                                            |
| 제 79 회 | 2014년 10월 9일  | 명현숙, 이정희, 하일   | 이순녀, 최은경, 김현철      | |
| 제 80 회 | 2014년 10월 16일 | 명현숙, 이정희, 하일   | 이순녀, 최은경, 김현철      | 명현숙, 이정희, 하일 장서 김현철, 이순녀, 최은경 고부 하차                                                |
| 제 81 회 | 2014년 10월 23일 | 임채원, 정두리         | 조희영, 김상례              | 북한 며느리 1부, 임채원, 정두리 고부 재합류                                                               |
| 제 82 회 | 2014년 10월 30일 | 임채원, 정두리         | 조수아, 최재용              | 북한 며느리 2부                                                                                           |
| 제 83 회 | 2014년 10월 30일 | 임채원, 정두리         | 황은정, 신철남              | 황은정, 신철남 고부 재합류                                                                                |
| 제 84 회 | 2014년 11월 6일  | 임채원, 정두리         | 황은정, 신철남              | 황은정, 신철남 고부 하차                                                                                  |
| 제 85 회 | 2014년 11월 20일 | 임채원, 정두리         | 이보연, 유가매              | 북한 며느리 3부 고부스캔들 최종회                                                                         |

굵은 글씨는 연예인 출연자이며, 가는 글씨는 일반인 출연자를 기준으로 함.